# АГ-22
АГ-22 — российская подводная лодка проекта Holland-602GF, изготовленная в США и приобретённая для Черноморского флота Российской империи. Была достроена во время Гражданской войны, после достройки входила в состав Белого флота, ушла в Бизерту. В 1924 году была признана собственностью СССР, однако возвращена не была и в 1933 году продана для разделки на металл.

## История строительства
Подводная лодка АГ-22 была построена в 1916 году для КВМФ Великобритании по проекту фирмы «Electric Boat» на судоверфи «Barnet Yard» в Ванкувере. 19 сентября (2 октября) 1916 года приобретена АО «Ноблесснер» по заказу Морведа России. В том же году в разобранном виде доставлена морским путём во Владивосток, а оттуда по железной дороге на завод «Наваль» в Николаеве для достройки. Перезаложена 28 февраля (13 марта) 1917 года, и 21 августа (3 сентября) 1917 года зачислена в списки кораблей Черноморского флота, но принять участие в Первой мировой войне не успела. В мае 1918 года всё ещё находилась в достройке на заводе в Николаеве, где была захвачена немецкими оккупационными войсками, немцы не проявили к ней интереса, и в состав их флота она даже формально не входила. В конце мая было признано право Украинской державы на лодку, и недостроенная АГ-22 числилась в составе флота Украинской державы. В 1918 году лодку спустили на воду и продолжали достройку в Николаеве, благодаря чему она избежала участи однотипной АГ-21, затопленной интервентами в Севастополе. 14 марта 1919 года АГ-22 была захвачена войсками Красной армии. К июню 1919 года готовность лодки составляла 85 %, и в течение следующего месяца она была достроена и прошла приёмо-сдаточные испытания. Офицеры лодки были в заговоре с командующим Красного флота УССР, красным военмором, ранее капитаном 1-го ранга РИФ, А. И. Шейковским. 16 июля 1919 года АГ-22 достигла полной готовности, однако на ней произошёл саботаж, и лодка встала на ремонт до 5 августа.
К Шейковскому по поручению командира 58-й стрелковой дивизии И. Ф. Федько пришёл начальник Очаковской бригады матросов А. В. Мокроусов. Под угрозой ареста Шейковского, его штаба и команды лодки, он категорически потребовал активных действий АГ-22. Шейковский вынужден был отдать приказ лодке выйти в лиман и атаковать суда белого отряда капитана 1-го ранга В. И. Собецкого. На словах он сказал Иваненко, что если поход отменить не удастся, то командиру лодки следует израсходовать торпеды «на ветер» и донести при этом о потоплении того или иного корабля.
17 августа 1919 года лодка без боя захвачена войсками Белой армии, формально включена в состав Черноморского флота Белой Добровольческой армии, контролировавшей в тот период Юг России.

## История службы
В сентябре 1919 года на буксире ледокола «Гайдамак» перешла из Николаева в Севастополь и вошла в состав 2-го дивизиона Морских сил Юга России, совместно с «Уткой» вышла в море и посетила Ялту. В октябре совершила самостоятельное плавание вдоль черноморского побережья от Севастополя до Новороссийска и обратно. В ноябре на АГ-22 установили 57-мм орудие системы Гочкиса. В апреле 1920 года посетила Феодосию и Алушту, осенью 1920 года несла дозорную службу в Ялте. 14 ноября в Севастополе приняла полные запасы топлива и провизии, находилась в Северной бухте в полной готовности к выходу в море. 17 ноября покинула Севастополь в составе Русской эскадры и направилась в Турцию. 18 ноября подошла к Босфору и под французским флагом остановилась на базе ВМС Франции в бухте Золотой Рог, при этом французам были переданы взрыватели торпед, орудийный замок, линзы перископов и ещё некоторые важные приборы. 21 ноября экипаж и гражданские лица с АГ-22 размещены на плавбазе «Заря». 7 декабря своим ходом прибыла на рейд Мода, район Стамбула Кадыкёй. 10-26 декабря своим ходом перешла в Бизерту, где 29 декабря того же года была интернирована французскими властями.
В 1921 году АГ-22 была отремонтирована силами экипажа лодки и плавучей мастерской «Кронштадт». 25 апреля в ходе ремонта при осмотре цистерн лодки насмерть отравился лейтенант А. П. Иванов. 29 октября 1924 года французские власти признали лодку собственностью СССР, 6 ноября спущен Андреевский флаг. В декабре 1924 года была осмотрена советской военной комиссией, но передана советским властям не была и 10 октября 1933 году была продана частной фирме для разделки на металл.

## Командиры
- 1919: А. А. Иваненко
- 1919 — январь 1921: Константин Людвигович Матыевич-Мацеевич, ранее командовавший АГ-15
- январь — декабрь 1921: В. Е. Звегинский (Доппельмайер) — с перерывом
- апрель — июнь 1921: Н. А. Монастырёв — командир «Утки», временно командовал АГ-22
- декабрь 1921 — июнь 1923: В. И. Корякин